# イフ・アイ・レット・ユー・ゴー
イフ・アイ・レット・ユー・ゴー（If I Let You Go）はアイルランド出身の歌手グループ、ウエストライフの2枚目のシングル。全英シングルチャート1位をマークした。この曲によって広く知れ渡るきっかけとなった。彼らのデビューアルバム『ウエストライフ』、ベストアルバム『ザ・グレイテスト・ヒッツ～アンブレイカブル～』(Asian Edition)に収録されている。

## トラックリスト
- 輸入盤(イギリス)

CD1
1. "If I Let You Go" (Radio Edit) - 3:40
2. "Try Again" - 3:35
3. "If I Let You Go" (Video) - 3:40

CD2
1. "If I Let You Go" (Radio Edit) - 3:40
2. "If I Let You Go" (Extended Version) - 6:09
3. "Interview With Andi Peters" - 7:24